# Der Tote in der Schlucht
Der Tote in der Schlucht ist ein Fernsehfilm aus der Landkrimi-Filmreihe aus dem Jahr 2023 von Mirjam Unger mit Patricia Aulitzky und Dominik Raneburger. Nach Sommernachtsmord (2016) und Das Mädchen aus dem Bergsee (2020) ist dies der dritte Landkrimi aus Tirol. Es handelt sich um die Fortsetzung von Das Mädchen aus dem Bergsee.

## Handlung

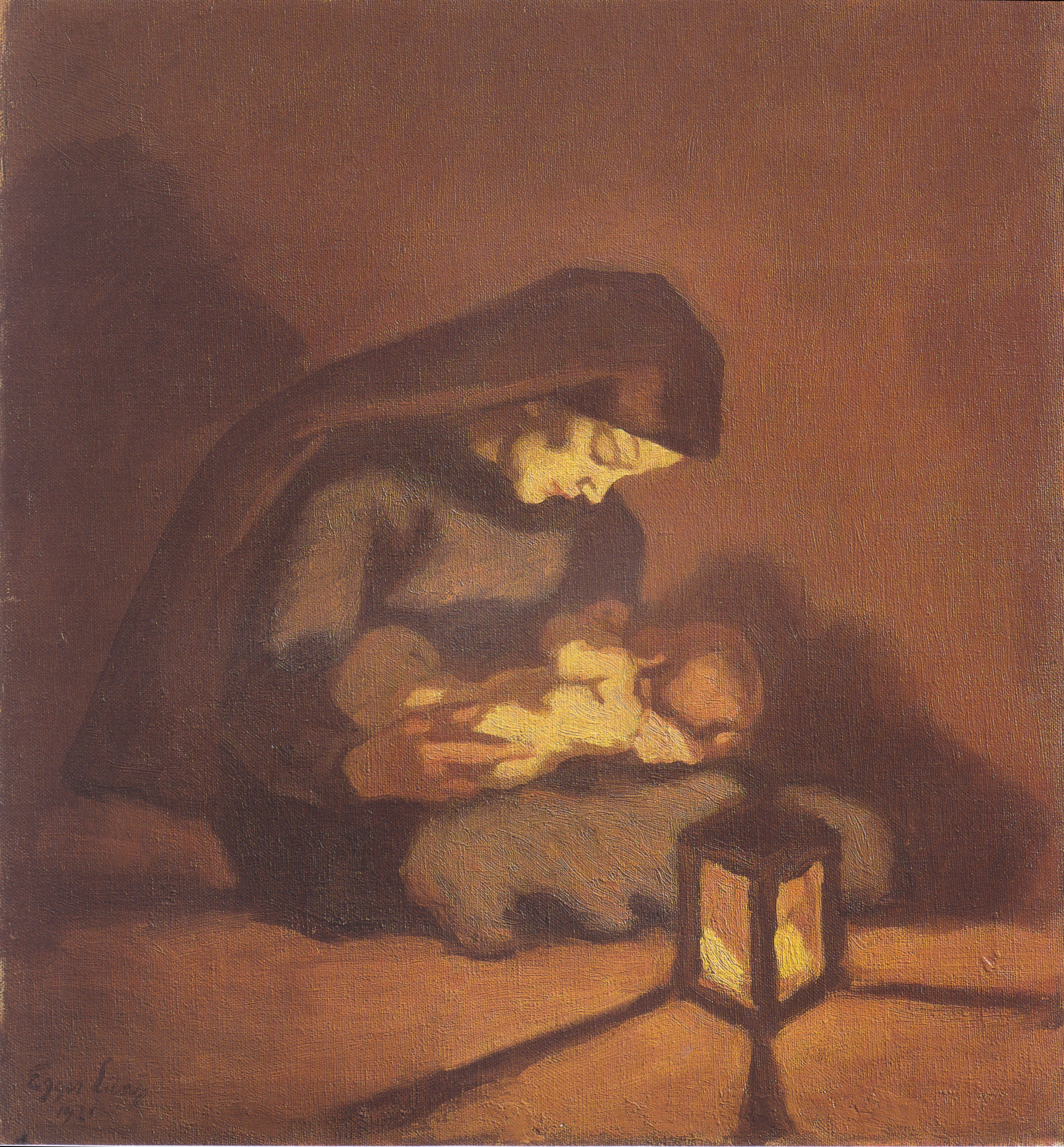
Madonna mit Kind von Albin Egger-Lienz (1921)

In ihrem zweiten gemeinsamen Fall ermitteln die Kriminalbeamten Lisa Kuen und Alexander „Alex“ Yüsüf-Demir von der Kriminalpolizei Innsbruck in einem Mordfall in der Nähe eines kleinen Tiroler Ortes, wo in der Wolfsschlucht ein Toter aufgefunden wird: das Opfer Josef Radl wurde erschossen. Möglicherweise besteht ein Zusammenhang mit einem Überfall auf einen Geldtransport vor sieben Jahren, bei dem die Beute von drei Millionen Euro verschwand. Radl war damals Informant, sein Komplize Oberhuber kam damals ums Leben. Dessen Witwe ist Maria Oberhuber, Jenny Holzknecht war die Lebensgefährtin von Josef Radl. Die Personen waren alle Mitglieder im Schützenverein.
Unter Mordverdacht gerät Andy Colussi, der damalige Drahtzieher des Überfalls, der kürzlich aus dem Gefängnis entlassen wurde. Colussi wurde damals von Kuens Vorgesetztem Oberst Schupp verhört. Während Schupp Colussi observieren lässt, um an die Beute des Überfalls zu kommen, erscheint dieser im Schützenverein. Colussi hatte Kuens Vater im Gefängnis kennengelernt, wo er sich später umgebracht hatte. Kuen hatte Colussi einen Brief für seine Tochter Lisa mitgegeben.
Holzknecht und Radl führten eine offene Beziehung, Hoderbauer war laut Jenny auf Radl eifersüchtig. Holzknecht war zur Tatzeit in der Arbeit. Die Obduktion ergibt, dass Radl zuerst von hinten angeschossen und danach den Abhang hinuntergeworfen wurde und er an Genickbruch starb. Unter seiner Jacke wurde fremde DNA gefunden. Einer der Schützen hat eine Vorstrafe wegen Drogenbesitz und Hoderbauer, der auch seine Frau schlägt, wegen Körperverletzung.
Laut Alina haben alle ein Alibi, bis auf Colussi und Schützenvereins-Hauptmann Erwin. Nachdem Colussi die Observation ausgetrickst hat, taucht dieser im Kommissariat auf, um Schupp zur Rede zu stellen. Colussi behauptet, niemanden ermordet zu haben und das Geld habe er auch nicht. Die bei Radl gefundenen DNA-Spuren stammen von Julia Knapp, die nach dem Überfall mit dem Geld untergetaucht sein soll. Erwin wird über Überwachungsvideos der Telefonzelle als jene Person identifiziert, die den toten Radl in der Schlucht der Polizei anonym gemeldet hatte. Von ihm erfährt Kuen, dass Maria damals in derselben Nacht nicht nur den Mann, sondern auch ihr Kind verloren hatte, sie war damals im sechsten Monat schwanger. 
Unklar ist weiterhin, was mit der Beute aus dem Überfall passiert ist. Kuen vermutet, dass auch jemand von der Polizei diese unterschlagen haben könnte. Schupp hatte damals hohe Schulden und befand sich mitten in einer Scheidung, sein Kollege Joe Fontanti hatte Suizid wegen Depressionen begangen. Bald darauf wird Colussi in der Knapphütte ermordet aufgefunden, wo er das Geld vermutet hatte.
Die Auswertung der Handy-Daten von Jenny ergibt, dass sie mit einem Antiquariat telefoniert hatte, um das Gemälde der Madonna mit Kind von Albin Egger-Lienz zu verkaufen. Laut Jenny hatte Radl Colussi über eine Million Euro gestohlen. Kuen vermutet, dass Maria hinter allem steckt, sich rächen und alle tot sehen wollte, inklusive Julia Knapp, alle, die ihr Mann, Kind und Lebensglück genommen hatten. Julia war am Tag nach dem Überfall zu Maria gekommen, um sich zu entschuldigen und ihr eine Tasche voller Geld zu übergeben. Maria gesteht, Julia erschossen zu haben, und wird von der Polizei verhaftet.

## Produktion
Die Dreharbeiten fanden vom 30. August bis zum 29. September 2022 statt, gedreht wurde in Innsbruck und Umgebung. Drehort war unter anderem die Versteigerungshalle Rotholz.
Produziert wurde der Film von der KGP Kranzelbinder Gabriele Production (Produzentinnen Gabriele Kranzelbinder und Barbara Pichler), beteiligt waren der Österreichische Rundfunk und das ZDF, unterstützt wurde die Produktion vom Fernsehfonds Austria und Cine Tirol.
Die Kamera führte Eva Testor, die auch das Drehbuch schrieb. Den Filmschnitt verantwortete Niki Mossböck und das Casting Nicole Schmied, die Musik schrieben Teresa Rotschopf und Patrick Pulsinger. Das Kostümbild gestaltete Andrea Kuprian, das Szenenbild Katharina Wöppermann, den Ton Peter Rösner und Karim Weth und das Maskenbild Karin Ruthardt.
Anfang November 2024 starteten die Dreharbeiten zur Fortsetzung Tod in Tirol.

## Veröffentlichung
Premiere war am 26. März 2023 auf der Diagonale in Graz.
Auf ORF ON wurde der Film am 2. Dezember 2024 veröffentlicht, im ORF wurde der Film am 3. Dezember 2024 erstmals ausgestrahlt. Im ZDF erfolgte die Erstausstrahlung am 26. Mai 2025.

## Rezeption

### Kritiken
Astrid Ebenführer meinte auf DerStandard.at, dass an diesem Landkrimi vor allem die starken Frauenfiguren bemerkenswert seien. Gerti Drassl überzeuge als kettenrauchende Witwe, Barbara Romaner als eigenwillige Kämpferin. Und die taffe Kommissarin Lisa Kuen möchte man noch besser kennenlernen.
Martina Kalweit vergab auf tittelbach.tv fünf von sechs Sternen. Der Film komme nicht wie ein gewöhnlicher Landkrimi daher. Die Ermittlungen fühlten sich rau und kantig an, dazu bespiele der Fall Schauplätze, die das Tirol von heute statt eine Ideal-Landschaft von gestern zeigen. Das Ineinandergreifen von ungewöhnlichen Sets, elektronischem Sound und akzentuierter Farbgebung, machten den inhaltlich mehr als soliden Kriminalfall zum Hingucker.
Oliver Armknecht bewertete den Film auf film-rezensionen.de mit fünf von zehn Punkten. Die Geschichte sei leider überfrachtet, die Figuren hingegen eher langweilig. Dafür gebe es hübsche Aufnahmen aus der österreichischen Provinz.
Tilmann P. Gangloff lobte auf evangelisch.de die schauspielerische Leistung, Inszenierung und Bildgestaltung seien sorgfältig, und auch das Kostümbild setze prägnante Akzente. Er kritisierte den stellenweise sehr ausgeprägten Dialekt und einige schwer verständliche Dialoge.

### Quote
Die Erstausstrahlung im ORF im Dezember 2024 erreichte bis zu 753.000 und durchschnittlich  729.000 Zuseher. Der Marktanteil betrug 28 Prozent.
In Deutschland sahen den Film bei Erstausstrahlung im ZDF 4,33 Millionen Personen, der Marktanteil betrug 17,4 Prozent.